# Csang Hszün
Csang Hszün (egyszerűsített kínai írás: 张勋, tradicionális kínai: 張勳, pinjin: Zhāng Xūn, 1854. szeptember 16. – 1923. szeptember 11.) kínai hadúr és Csing (Qing) lojalista volt. Csapataival Jüan Si-kajt (Yuan Shikait) segítette, és annak halála után 1917-ben tizenkét napra visszaállította a Csing (Qing)-dinasztia uralmát.

## Élete
1854. szeptember 16-án született Csianghszi (Jiangxi) tartomány Fengszin megyéjében. A hadsereg tagja lett, és 1896-tól Jüan Si-kaj (Yuan Shikai) parancsnoklása alatt állt. Ilyen minőségében Ce-hszi (Cixi) császárné katonai kísérője volt a bokszerlázadás idején. A Csing (Qing)-dinasztia 1911-es trónfosztása után Liangcsiang (Liangjiang) katonai kormányzója lett 1912-ig.
1913-ban Csiangszu (Jiangsu) tartomány katonai parancsnokává nevezték ki. Csapatai és ő maga is megtartotta a császárság idejében viselt mandzsu copfot, ezért hadserege a „copfos sereg” -, ő maga pedig „copfos tábornok” néven híresült el. A második forradalom idején megtagadta, hogy megadja magát a Kuomintang (Guomindang) erőinek, és tevékenyen segített Jüan Si-kaj (Yuan Shikai) elnöknek a forradalom leverésében.
Csapataival bevette Nanking városát, és hatalmas rablást, valamint gyújtogatást rendezett. A nagy felfordulásban katonái tévedésből még a japán konzulátus munkatársait is megsebesítették. Amikor ez Csang (Zhang) fülébe jutott, azonnal odasietett, elnézést kért, és kártérítést fizetett.
1916–17 között Anhuj (Anhui) tartomány katonai parancsnokaként tevékenykedett. 1917. július 1-jén csapataival elfoglalta Pekinget, a bukott császár Pu Jit (Puyit) ismét trónra emelte, ezzel végrehajtva a mandzsu restaurációt, és lemondatta az aktuális elnököt, Li Jüan-hungot (Li Yuanhongot). Csang (Zhang) az államtanácsi tagságon kívül megkapta a főváros körüli Cseli (Zhili) tartomány vezetését és az északi tengeri kikötők vámügyeinek főfelügyelőségét is.
A restauráció első napján kilenc ediktumot adatott ki a császárral az elnök lemondásáról, a héttagú államtanács- és a miniszterek kinevezéséről. A restauráció második napján ediktumban tiltotta meg a hercegek számára a politikába való beavatkozást, akik ezért szervezkedésbe kezdtek ellene. Az első komplikáció akkor adódott, amikor Li Jüan-hung (Li Yuanhong) nem volt hajlandó ténylegesen lemondani, és az elnöki palotát elhagyni. Amikor követet küldtek, hogy rábeszéljék a távozásra, már családjával és az elnöki pecséttel a japán követségre menekült. Hamarosan Tuan Csi-zsuj (Duan Qirui) hadúr is megindult Peking irányába, ezért a lojalisták Mandzsúria hadurához, Csang Co-linhez (Zhang Zuolinhez) kívántak segítségért fordulni. A küldött követet azonban elfogták a városon kívül, és erősítés nélkül Csang (Zhang) serege július 12-én elvesztette a harcot. A katonák levágták copfjaikat, és menekülőre fogták, Csang (Zhang) pedig a holland követségen keresett menedéket.
Másnap lemondatták Pu Jit (Puyit) a trónról, és ezzel végleg véget ért a Csing (Qing)-dinasztia uralkodása Kínában. Csang (Zhang) Tiencsinben keresett menedéket, és itt élt a politikától visszavonultan, egészen 1923. szeptember 11-én bekövetkező haláláig.